# الثور الجالس

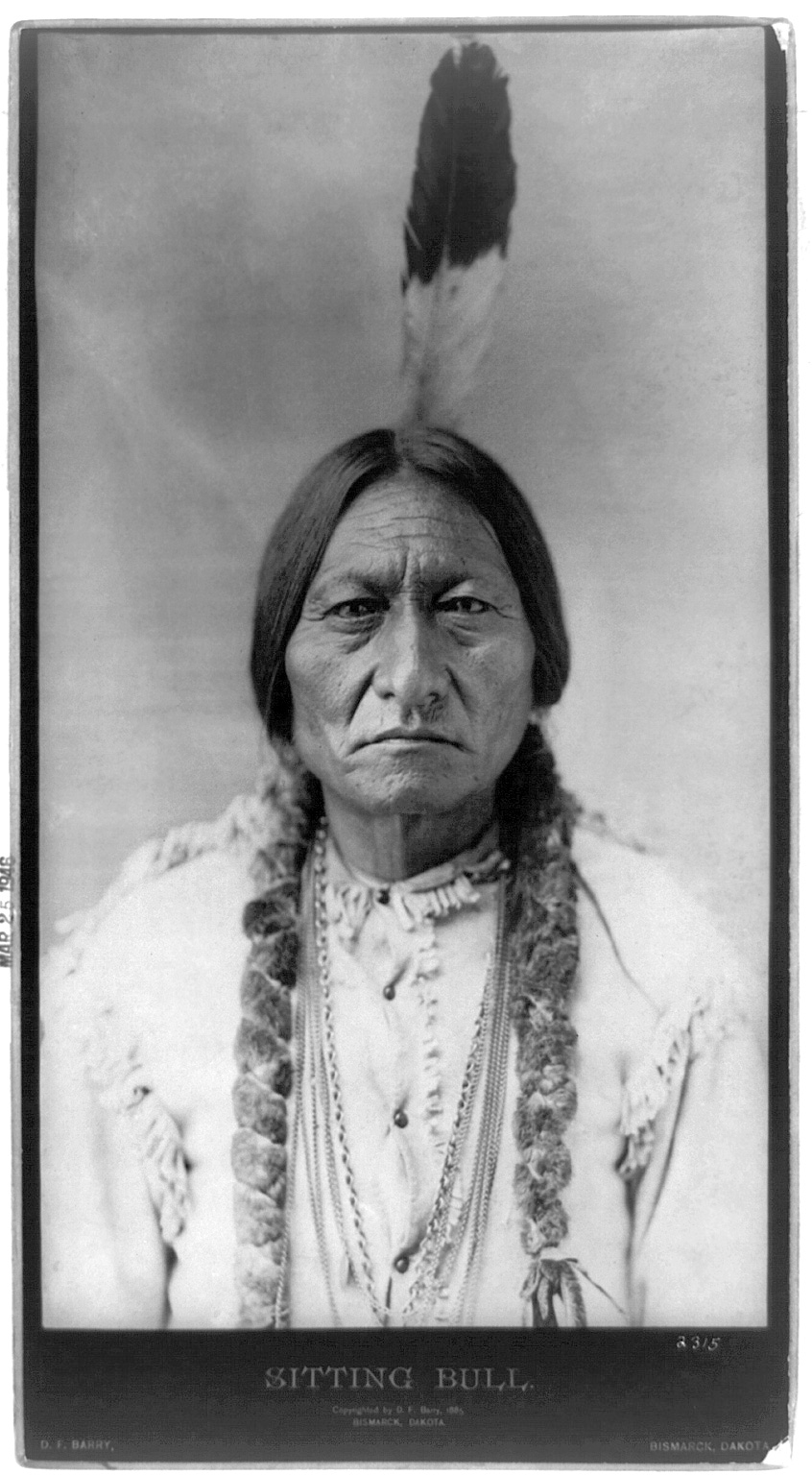
الثور الجالس

الثور الجالس محارب من الهنود الحمر (بالإنكليزية Sitting Bull) (بلغة السيو Tatanka Iyotaqe) عاش بين أعوام 1834 تقريبا – 1890 وهو زعيم قبيلة هونكبابا وهم فرع من التيتون وهم قبائل من السيو انتصر على خيالة الولايات المتحدة في معركة لتل بيج هورن. تميز بفخره واعتزازه بنفسه وعدم ثقته بالرجل الأبيض وعزمه الشديد على طرد الأغراب ولم يوقع أي معاهدة مع الحكومة الأمريكية ولم يقبل الهدايا التي قدمها الهنود الآخرون.
ولد الثور الجالس في قبيلة هونكبابا واشترك منذ وقت مبكر من حياته في جماعات هندية مقاتلة وكانت بعض هذه الجماعات معروفة بأسماء مثل القلب القوي، الآكلون الصامتون وكان هو وقومه يعتاشون على الجواميس.
أول مناوشاته مع الرجل الأبيض كانت في يونيو 1863 عند رده على الجيش الأمريكي بعد مذبحة مينيسوتا والتي لم يكن لقبائل التيتون يد فيها، وفي السنة اللاحقة اشتبك مع الجيش في معركة جبل كيلدير في داكوتا فأصبح بعدها على طريق الحرب دائما وشجاعته وحكمته جعلت منه زعيم أمة السيو كلها عام 1867.
عندما اكتشف الذهب في التلال السوداء في داكوتا الجنوبية ووايومينغ في منتصف السبعينات تم خرق المعاهدة الثانية التي وقعت في حصن لارامي عام 1868 مثل كل المعاهدات، وبمجيء المنقبين بدأ يزداد تحدي الثور الجالس ولحماية المهاجرين البيض أمر المفوض شفرون الهنود بالرحيل إلى المحميات عام 1875، وذلك يتم في موعد أقصى عند 31 يناير 1876 أو يصبحوا معادين للولايات المتحدة، وحتى الثور الجالس امتثل للأوامر فلم يكن معقولا له أن ينقل بلدته 400 كم في الطقس القاسي في ذلك الوقت.
في مارس قاد الجنرال جورج كروك بحملات عدوانية ضد الهنود فرد الثور الجالس بجمع كافة قبائل السيو والشايان وبعض الأراباهو في معسكره في مونتانا واضطرت قوات كروك للتراجع بعد معركة روزبد فانتقلوا إلى معسكر آخر في ليتل بيغهورن.
عندها قام الثور الجالس برقصة الشمس وبعد خروجه من الغيبوبة بعد تعذيبه لنفسه قال أن جنودا سيقعون على معسكره من السماء مثل الجنادب، وتحققت نبوءته في 25 يونيو 1876 عندما قام الجنرال جورج كاستر بمهاجمته في موقعة ليتل بيغهورن وفي إحدى أكبر معارك الهنود الحمر قامت فرقة الخيالة السابعة للولايات المتحدة بمهاجمة جيش هندي يفوقهم عشر مرات فأبيد كستر ورجاله عن آخرهم.
كرد على المعركة تمت زيادة العمليات العسكرية ضد الهنود ورغم أنهم خرجوا منتصرين لم يكونوا ليربحوا حربا دمرت إمداداتهم الغذائية، وفي مايو 1877 قاد الثور أتباعه الباقين إلى الحدود نحو كندا وأجبرته المجاعة بعد ذلك إلى أن يتراجع إلى داكوتا الشمالية ويستسلم في 19 يوليو في حصن بيوفورد.
ورغم انه تم وعده بالعفو إلا أنه ظل سنتين سجينا في سجن راندال في داكوتا الجنوبية قبل أن يسمح له بالانضمام لشعبه في ستاندينغ روك عام 1883 وهناك اعتبره المعتمد الحكومي للهنود مثل أي هندي آخر والزعماء المنافسون أخذوا يتوددون إليه حيث تم استعمالهم يزيلوا غروره وسمح له المعتمد مكلوفلين بالانضمام لعرض بوفالو بيل للغرب المتوحش حيث نال هناك شهرة عالمية كنموذج للزعيم الهندي.
عاش الثور الجالس في المحمية وعندما أتت الأخبار حول عصيان هندي ربما قاده الثور الجالس بنفسه، ازداد رعب المجتمع الأبيض وتم إصدار أمر القبض عليه كشخص مثير للفتن وتم جره من سريره من قبل الشرطة الهندية وقتل في الاشتباك التالي وتم دفنه في فورت ييتس وتم نقله بعد عشر سنوات إلى موبريدج في داكوتا الجنوبية حيث يظهر تمثال من الغرانيت على قبره، وفي عام 1954 تمت سرقة رفاته وتم استرجاعها وتم وتمت إحاطة القبر بأسلاك شائكة ووضعت عظامه في قالب إسمنت.
تمت كتابة سيرتان عنه عام 1932 هي لستانلي فيستال «الثور الجالس بطل السيو» وف. ب. فيسك «حياة وموت الثور الجالس».

## النشأة
وُلد الثور الجالس على أرض أُدرجت لاحقًا في إقليم داكوتا. في عام 2007، أكد حفيد الثور الجالس من التقاليد الشفوية العائلية أن الثور الجالس وُلد على طول نهر يلوستون، جنوب مدينة مايلز الحالية، مونتانا. كان اسمه Ȟoká Psíče (الغرير القافز) عند الولادة، ولُقب Húŋkešni أو البطيء يقال لوصف طبيعته الحذرة وغير المستعجلة. عندما كان يبلغ من العمر أربعة عشر عامًا، رافق مجموعة من محاربي لاكوتا (بما في ذلك والده وعمه فور هورنز) في مجموعة مداهمة لأخذ الخيول من معسكر لمحاربي الغراب. أظهر شجاعة من خلال التقدم إلى الأمام وعد الانقلاب على أحد الغراب المتفاجئين، والذي شاهده الآخر على متن لاكوتا. عند عودته إلى المخيم، أقام والده وليمة احتفالية منح فيها ابنه اسمه. بُسِّط الاسم إلى Tȟatȟáŋka Íyotake، والذي يعني تقريبًا في لغة لاكوتا الجاموس الذي وضع نفسه لرعاية القطيع، ليصبح الثور الجالس. بعد ذلك، عُرف والد الثور الجالس باسم القافز. في هذا الحفل أمام الفرقة بأكملها، قدم والد الثور الجالس لابنه ريشة نسر ليرتديها في شعره، وحصان محارب، ودرع جلدي جاموس مخبأ لإعلان انتقال ابنه إلى مرحلة الرجولة كمحارب من لاكوتا.
خلال حرب داكوتا عام 1862، التي لم يشارك فيها شعب الثور الجالس بول، قتلت عدة مجموعات من سكان داكوتا الشرقية ما يقدر بنحو 300 إلى 800 مستوطن وجندي في جنوب وسط مينيسوتا ردًا على سوء المعاملة من قبل الحكومة وفي محاولة لإبعاد البيض. على الرغم من تورطه في الحرب الأهلية الأمريكية، انتقم جيش الولايات المتحدة في عامي 1863 و 1864، حتى ضد العصابات التي لم تشارك في الأعمال العدائية. في عام 1864، هاجم لواءان من حوالي 2200 جندي بقيادة العميد ألفريد سولي قرية الثور الجالس. وقاد الثور الجالس المدافعون وجال وإنك بادوتا. حُيدت لاكوتا وداكوتا من الصراع، لكن المناوشات استمرت حتى أغسطس في معركة الأراضي الوعرة.
في سبتمبر، واجه الثور الجالس وحوالي مئة هونكابا من لاكوتا كتيبة صغيرة بالقرب من مارماث الآن، داكوتا الشمالية. لقد تركهم قطار واغن بقيادة الكابتن جيمس إل فيسك لإجراء بعض الإصلاحات لعربة مقلوبة. عندما قاد هجومًا، أصيب الثور الجالس برصاص جندي في الفخذ الأيسر. خرجت الرصاصة من أسفل ظهره، ولم يكن الجرح خطيرًا.

### حرب الغيمة الحمراء
من عام 1866 إلى عام 1868، حارب الغيمة الحمراء كقائد لأوجالا لاكوتا القوات الأمريكية، وهاجم حصونهم في محاولة للحفاظ على السيطرة على نهر بودر كونتري في مونتانا. ودعمًا له، قاد الثور الجالس العديد من أحزاب الحرب ضد حصن بيرثولد وحصن ستينفسون وحصن بوفورد وضواحيها من 1865 حتى 1868. أصبحت الانتفاضة تُعرف باسم حرب الغيمة الحمراء.
بحلول أوائل عام 1868، أرادت الحكومة الأمريكية تسوية سلمية للصراع. وافقت على مطالب الغيمة الحمراء بأن تتخلى الولايات المتحدة عن حصون فيل كيرني وسي. إف. سميث. وقع غال من هونكابا (من بين ممثلين آخرين عن هونكابا وبلاكفيت ويانكتون داكوتا) نموذجًا لمعاهدة فورت لارامي في 2 يوليو 1868 في فورت رايس (بالقرب من بسمارك، داكوتا الشمالية). لم يوافق الثور الجالس على المعاهدة. وقال للمبشر اليسوعي، بيير جان دي سميت، الذي سعى إليه نيابة عن الحكومة: «أتمنى أن يعرف الجميع أنني لا أقترح بيع أي جزء من بلدي». واصل هجمات الكر والفر على الحصون في منطقة ميسوري العليا طوال أواخر ستينيات القرن التاسع عشر وأوائل سبعينيات القرن التاسع عشر.
تمثل أحداث 1866-1868 فترة نقاش تاريخي في حياة الثور الجالس. وفقًا للمؤرخ ستانلي فيستال، الذي أجرى مقابلات مع الهونكابا الباقين الذين ما زالوا على قيد الحياة في عام 1930، عُيّن الثور الجالس الرئيس الأعلى لأمة سيوكس بأكملها في ذلك الوقت. دحض المؤرخون وعلماء الأعراق اللاحقون هذا المفهوم للسلطة، حيث كان مجتمع لاكوتا لا مركزيًا إلى حد كبير. اتخذت فرق لاكوتا وشيوخها قرارات فردية، بما في ذلك ما إذا كانوا سيشنون حربًا.

### حرب سيوكس العظمى عام 1876
استمرت فرقة الثور الجالس في هونكابا في مهاجمة الأحزاب والحصون المهاجرة في أواخر ستينيات القرن التاسع عشر. عندما أجرت سكة حديد شمال المحيط الهادئ في عام 1871 مسحًا لطريق عبر السهول الشمالية مباشرة عبر أراضي هونكابا، واجهت مقاومة شديدة من لاكوتا. عاد نفس سكان السكك الحديدية في العام التالي برفقة القوات الفيدرالية. هاجم الثور الجالس وهونكابا فريق المسح، الذي أجبر على العودة. في عام 1873، جرت زيادة للمرافقة العسكرية للمساحين مرة أخرى، لكن قوات الثور الجالس قاومت المسح بقوة. أجبر ذعر 1873 مؤيدي سكة حديد شمال المحيط الهادئ (مثل جاي كوك) على الإفلاس. أدى هذا إلى توقف بناء خط السكة الحديد عبر أراضي لاكوتا وداكوتا وناكوتا.
بعد اكتشاف الذهب عام 1848 في سييرا نيفادا والمكاسب الهائلة في الثروة الجديدة منه، أصبح رجال آخرون مهتمين بإمكانية تعدين الذهب في التلال السوداء. في عام 1874، قاد الكولونيل جورج أرمسترونج كستر حملة عسكرية من حصن أبراهام لنكولن بالقرب من بسمارك لاستكشاف التلال السوداء بحثًا عن الذهب وتحديد موقع مناسب لحصن عسكري في التلال. أثار إعلان كستر عن الذهب في التلال السوداء للبحث في التلال السوداء عن للذهب. زادت التوترات بين لاكوتا والأمريكيين الأوروبيين الذين يسعون للانتقال إلى بلاك هيلز.
على الرغم من أن الثور الجالس لم يهاجم بعثة كستر الاستكشافية في عام 1874، إلا أن الحكومة الأمريكية تعرضت لضغوط متزايدة من قبل المواطنين لفتح بلاك هيلز للتعدين والاستيطان. فشل في محاولة التفاوض على شراء أو استئجار التلال، كان على الحكومة في واشنطن أن تجد طريقة للالتفاف على الوعد بحماية سيوكس في أراضيهم، كما هو محدد في 1868 معاهدة فورت لارامي. انزعج من تقارير عن عمليات نهب سيوكس، والتي شجع الثور الجالس على بعضها. في نوفمبر 1875، أمر الرئيس غرانت جميع فرق سيوكس خارج محمية سيوكس الكبرى بالانتقال إلى الحجز، مدركًا تمامًا أن الجميع لن يمتثلوا. اعتبارًا من 1 فبراير 1876، أقرت وزارة الداخلية تلك العصابات التي استمرت في العيش خارج المحمية بأنها معادية. سمحت هذه الشهادة للجيش بمتابعة الثور الجالس بول وفرق لاكوتا الأخرى بصفتها معادية.
استنادًا إلى التواريخ الشفوية القبلية، تضع المؤرخة مارجوت ليبرتي نظرية مفادها أن العديد من فرق لاكوتا تحالفت مع شايان خلال حروب السهول لأنهم اعتقدوا أن الأمة الأخرى كانت تتعرض للهجوم من قبل الولايات المتحدة نظرًا لهذا الارتباط، فإنها تقترح أنه كان ينبغي تسمية الحرب الكبرى بالعظمى حرب شايان. منذ عام 1860، قادت منطقة شايان الشمالية عدة معارك بين هنود السهول. قبل عام 1876، دمر الجيش الأمريكي سبع معسكرات شايان، أكثر من تلك الموجودة في أي دولة أخرى.
يستخدم المؤرخون الآخرون، مثل روبرت إم.وتلي وجيروم جرين، أيضًا شهادة لاكوتا الشفوية، لكنهم خلصوا إلى أن ائتلاف لاكوتا، الذي كان الثور الجالس هو رئيسه الظاهري، كان الهدف الأساسي لحملة التهدئة الحكومية الفيدرالية.

## روابط خارجية
- الثور الجالس على موقع الموسوعة البريطانية (الإنجليزية)
- الثور الجالس على موقع ميوزك برينز (الإنجليزية)
- الثور الجالس على موقع إن إن دي بي (الإنجليزية)